# ريتشارد كابلان (لاعب غولف)
ريتشارد كابلان (بالإنجليزية: Richard Dennis Kaplan)‏ هو لاعب غولف جنوب أفريقي، ولد في 10 مارس 1962 في جوهانسبرغ في جنوب أفريقيا.